# マイク・スターン
マイク・スターン（Mike Stern、1953年1月10日 - ）は、アメリカ合衆国のジャズ・ギタリスト。マイルス・デイヴィスが1981年にカムバックした際、ギタリストとして抜擢されて注目を浴びる。妻は、ギタリスト兼歌手のレニ・スターン。

## 略歴

### バークリーからBSTへ
ボストンのバークリー音楽大学出身。在学中はミック・グッドリック、ゲイリー・バートンらに師事。同校の講師であったパット・メセニーに勧められてブラッド・スウェット&ティアーズのオーディションに参加し、1976年に正式メンバーとして加入。その後2年間共に活動。同バンドのアルバム数本にも加わっている。

### マイルス・デイヴィスによる抜擢
1979年、スターンはビリー・コブハムのフュージョン・バンドに参加した。2年後、同時期に抜擢されたサックス奏者のビル・エヴァンスの紹介によりマイルス・デイヴィスのグループに参加。1981年6月27日にボストンのナイトクラブでデビュー。アルバム『ザ・マン・ウィズ・ザ・ホーン』（1981年）、『スター・ピープル』（1983年）のレコーディングにも参加した。1983年までマイルスのバンドに参加した後、1983年から1984年にかけてはジャコ・パストリアスのアルバム『ワード・オブ・マウス』に伴うツアーのバンドに参加。1985年にはマイルスのバンドに復帰し、1年近くツアーに同行した。ちなみに当時のマイク・スターンは現在とは違い、異常な肥満体型であり、マイルスから「FAT TIME」といわれており、彼のディストーションの効いたサウンドによるジャズ・アプローチが聴ける『ザ・マン・ウィズ・ザ・ホーン』収録曲は「Fat Time」と名付けられた。マイルスはスターンに常々「ジミ・ヘンドリックスのように弾け」と指示していたと言われている。

### ソロ・デビュー
1983年、ソロ・デビュー作となるアルバム『ファット・タイム』が日本のトリオ・レコードからリリースされた。マイルスのバンドではディストーションの効いたロック的なプレイを聴かせていたが、本作では随所にビバップ的なアプローチを見せた。
1986年、2作目『アップサイド・ダウンサイド』がアトランティック・レコードからリリースされた。この作品にはジャコ・パストリアスやデイヴィッド・サンボーン、ミッチェル・フォアマンらが参加している。1986年には、ステップス・アヘッドに参加。その後1988年までマイケル・ブレッカー・バンドの一員として活躍した。
スターン3作目のアトランティック・レコード・リリースのアルバムである1988年の『タイム・イン・プレイス』では、ドラムスのピーター・アースキン、キーボードのジム・ビアード、ベースのジェフ・アンドリュース、パーカッションのドン・アライアスおよびオルガンのドン・グロルニックが参加。続く1989年のアルバム『ジグソー』はスティーヴ・カーンがプロデュースした。

### ボブ・バーグとのユニット結成
1989年、スターンはボブ・バーグとユニットを結成。このユニットにはデニス・チェンバースとリンカーン・ゴーインズも参加した。このユニットは1992年まで活動し、アルバム『オッズ・オア・イーヴンズ』を制作している。

### ブレッカー・ブラザーズ参加
スターンは1992年に再結成されたブレッカー・ブラザーズに参加、2年間活動をともにすることになる。また1993年には古典的なジャズ・ギターを披露したアルバム『スタンダード』を発表。『ギター・プレイヤー』誌（Guitar Player）の読者や評論家の選ぶ年間ベスト・ジャズ・ギタリストに選ばれた。ちなみにマイクは1994年の『イズ・ホワット・イット・イズ』、1996年の『ビトゥイーン・ザ・ライン』でグラミー賞にノミネートされている。
1997年にはジョン・パティトゥッチ、ジャック・ディジョネット、ドン・アライアス、マイケル・ブレッカー、デイヴィッド・サンボーンらが参加したアルバム『ギヴ・アンド・テイク』を発表。オービル・W・ギブソン賞を受賞している。

### 事故とその後
2016年7月、自宅周辺で転倒し、右腕の自由を失う。懸命なリハビリの末、ピックを指に両面テープで接着するなどして復帰にこぎつけ、彼を慕う多くのミュージシャンのサポートを得ながら、17枚目のアルバム『TRIP』を発表、以後も精力的に演奏活動を続ける。

## 機材
マイルス・バンドに参加した当時はフェンダー・ストラトキャスターを愛用していたが、盗難に遭い、妻のレニからフェンダー・テレキャスターを借用、以降メイン・ギターに昇格する。このテレキャスターは、フロントにギブソン・サイズのハムバッキング・ピックアップが装着されていた。やがてロジャー・サドウスキーの工房と契約し、シグネイチャー・モデルを発売。自らもシグネイチャー・モデルを使用するようになる。サドウスキーとの契約が切れるとヤマハと契約を結び、シグネイチャー・モデルを発売。
シグネイチャー・モデルの仕様はいずれもほぼ同じで、アッシュのボディにメイプル1ピース・ネック、テレキャスターのボディ形状、ピックアップはフロントがセイモア・ダンカンの59、リアは同じくテレキャスター用ホットレイルズである。本人は、気に入った個体をもっぱら使用するため、現在のメインギターであるヤマハのパシフィカ1511MSも指板の塗装は大半が剥げ落ちている（前出インタビュー）。
エフェクターはさほど多くないが、彼の代名詞とも言えるのがヤマハのSPX90という1985年発売のマルチ・エフェクターである。マイク・スターンはこのエフェクター中の「ピッチ・シフト」のプログラムを愛用し、数セントのみ原音からずらしたエフェクト音を付加することでコーラスに近い効果を得ている。そのほか、BOSSのデジタル・ディレイの使用も確認されている。アンプも、ヤマハが1979年に発売したF100-212というソリッドステートの100ワットアンプのヘッドを利用し、スピーカーは外部の4発入りスピーカーボックスを付加して鳴らしている。
現在も使用している他のアンプヘッドには、一時期プロの間に浸透したピアース社のものがある。ヤマハのFシリーズのコンボも使用していて、同じものを使い続けているせいか動画などで確認出切る個体は外観がぼろぼろである。
歪み系のエフェクターとしては昔からBOSS社のDS-1を愛用している。DS-1の使用は予備もボードに組み込んであり、通常2機。

## ディスコグラフィ

### リーダー・アルバム
- 『ファット・タイム』 - Neesh (1983年、Trio) ※1983年8月、9月録音
- 『アップサイド・ダウンサイド』 - Upside Downside (1986年、Atlantic) ※1986年3月、4月録音
- 『タイム・イン・プレイス』 - Time in Place (1988年、Atlantic) ※1987年12月録音
- 『ジグソー』 - Jigsaw (1989年、Atlantic) ※1989年2月録音
- 『オッズ・オア・イーヴンス』 - Odds or Evens (1991年、Atlantic)
- 『スタンダｰド』 - Standards (and Other Songs) (1992年、Atlantic)
- 『イズ・ホワット・イット・イズ』 - Is What It Is (1994年、Atlantic)
- 『ビトゥイーン・ザ・ライン』 - Between the Lines (1996年、Atlantic)
- 『ギヴ・アンド・テイク』 - Give and Take (1997年、Atlantic)
- 『プレイ』 - Play (1999年、Atlantic) ※1998年12月録音
- 『ヴォイセズ 』 - Voices (2001年、Atlantic)
- 『ジーズ・タイムス』 - These Times (2003年、ESC)
- 『フー・レット・ザ・キャッツ・アウト?』 - Who Let the Cats Out? (2006年、Heads Up) ※2006年1月録音
- 『ビッグ・ネイバーフッド』 - Big Neighborhood (2009年、Heads Up)
- 『オール・オーヴァー・ザ・プレイス』 - All Over the Place (2012年、Heads Up) ※2011年5月録音
- 『エクレクティック』 - Eclectic (2014年、Heads Up) ※with エリック・ジョンソン
- 『トリップ』 - Trip (2017年、Heads Up)
- 『イレヴン』 - Eleven (2019年、Concord Jazz) ※with ジェフ・ローバー・フュージョン

## TV出演
- 『東京JAZZ2011』 (NHK BSプレミアム) 2011年10月15日
- 『LEE RITENOUR & MIKE STERN LIVE at BLUE NOTE TOKYO』 (BSフジ) 2012年4月1日